# Фторид-хлорид пиросульфурила
Фтори́д-хлори́д пиросульфури́ла — неорганическое соединение,
хлоро-фтороангидрид дисерной кислоты
с формулой S2O5ClF,
бесцветная жидкость,
разлагается в воде.

## Получение
- Быстрое нагревание фторсульфоновой кислоты и цианурхлорида [1]:

{\displaystyle {\mathsf {6HSO_{3}F+(CNCl)_{3}\ {\xrightarrow {158-160^{o}C}}\ 3S_{2}O_{5}ClF+(HNCO)_{3}+3HF\uparrow }}}

## Физические свойства
Фторид-хлорид пиросульфурила образует бесцветную жидкость.
Соединение гидролизуется в воде.